# Le Naufragé du Pacifique
Pour les articles homonymes, voir Les Naufragés du Pacifique.
Pour plus de détails, voir Fiche technique et Distribution.
Le Naufragé du Pacifique (titre italien : Il naufrago del Pacifico), ou Robinson Crusoé, est un film franco-italien réalisé par Jeff Musso et Amasi Damiani, sorti en 1962.
Le tournage du film, initialement intitulé Robinson Crusoé, a commencé en 1951 sous la direction de Jeff Musso, mais le projet est resté inachevé. Une décennie plus tard, Amasi Damiani l'a complété avec plusieurs interprètes différents. Le film n'est sorti dans les salles de cinéma qu'en 1962.

## Synopsis
À York, en 1641, le jeune aristocrate Robinson Crusoé s'enfuit de chez lui pour réaliser son rêve de s'embarquer pour les terres inconnues de la Guinée. Dix ans plus tard, il est à bord du navire qui se dirige vers l'île, mais une forte tempête s'abat sur le navire, qui coule. Robinson se réveille sur une île déserte, où il passe deux ans, survivant de la chasse et de ce que la nature lui offre. Un jour, cependant, la vie se présente sur l'île : des indigènes cannibales débarquent et se préparent à accomplir un rituel morbide. Cependant, une victime sacrifiée parvient à s'échapper, se sauvant grâce à l'intervention de Robinson. Ce dernier accueille l'homme chez lui, et le nomme Vendredi. Peu de temps après, un navire anglais mené par des marins mutinés arrive sur l'île, avec ses capitaines pris en otage. Avec l'aide de son fidèle ami, Robinson libère les prisonniers, avec lesquels il retourne dans sa chère Angleterre après avoir repris le navire.

## Fiche technique
- Titre français alternatif : Robinson Crusoé
- Titre italien : Il naufrago del Pacifico
- Réalisateur : Jeff Musso, Amasi Damiani
- Scénario : Noël Calef, d'après le roman de Daniel Defoe
- Décors : Jean Douarinou, Arrigo Equini et Angelo Zagame
- Photographie : Guy Suzuki, Angelo Baistrocchi, Roger Ledru et Paul Cotteret
- Musique : Bruno Nicolai et Ferdinando Candia
- Montage : Georges Arnstam
- Cadrage : Walter Wottitz
- Pays : France, Italie
- Format : Noir et blanc  - 1,37:1 - 35 mm - Son mono
- Genre : Drame
- Durée : 95 minutes
- Date de sortie : 1951

## Distribution
- Georges Marchal : Robinson Crusoé
- Nadia Marlowa : Maria
- Mauro Sambucini : Vendredi
- Amedeo Trilli : le commandant du navire
- Piero Pastore

## Production
Les extérieurs du film de Musso ont été tournés dans les îles d'Hyères (Var) et de Lérins (Alpes-Maritimes) et les intérieurs aux studios de la Victorine, sur la Côte d'Azur ; Damiani a terminé le film à Cinecittà et en Guadeloupe.